# Округ Виндхам (Конектикат)
Виндхам (енгл. Windham County) је округ у америчкој савезној држави Конектикат.

## Демографија
По попису из 2010. године број становника је 118.428, што је 9.337 (8,6%) становника више него 2000. године.
| Група             | 2000.          | 2010.           |
| Белци             | 96.666 (88,6%) | 101.138 (85,4%) |
| Афроамериканци    | 2.041 (1,9%)   | 2.617 (2,2%)    |
| Азијати           | 908 (0,8%)     | 1.388 (1,2%)    |
| Хиспаноамериканци | 7.737 (7,1%)   | 11.351 (9,6%)   |
| Укупно            | 109.091        | 118.428         |